# نيلسون ماسون
نيلسون ماسون هو سائق سباق كندي، ولد في 13 أكتوبر 1987 في نياجارا فولز في كندا.

## وصلات خارجية
- نيلسون ماسون على موقع DriverDB.com (الإنجليزية)